# Lijst van partijvoorzitters van D66
Dit is een lijst van voorzitters van de Nederlandse politieke partij D66 sinds de oprichting van de partij in 1966.

## Voorzitters
| Voorzitter                         | Voorzitter                                        | Termijn                              |
| ---------------------------------- | ------------------------------------------------- | ------------------------------------ |
| H.A.F.M.O. (Hans) van Mierlo       | mr. H.A.F.M.O. (Hans) van Mierlo (1931–2010)      | 14 oktober 1966 – 16 februari 1967   |
|                                    | drs. D.M. (Derk) Ringnalda (1924–2004)            | 16 februari 1967 – 18 november 1967  |
|                                    | mr. H.J. (Hans) van Lookeren Campagne (1927–2005) | 18 november 1967 – 14 december 1968  |
| J.A.P.M. (Jan) Beekmans            | drs. J.A.P.M. (Jan) Beekmans (1927–2008)          | 14 december 1968 – 7 november 1971   |
|                                    | R.E. (Ruby) van der Scheer-van Essen (1952)       | 7 november 1971 – 11 maart 1973      |
|                                    | drs. J. (Jan) ten Brink (1927–2006)               | 11 maart 1973 – 6 november 1976      |
| J.F. (Jan) Glastra van Loon        | mr.dr. J.F. (Jan) Glastra van Loon (1920–2001)    | 6 november 1976 – 27 oktober 1979    |
| H.J. (Henk) Zeevalking             | mr. H.J. (Henk) Zeevalking (1922–2005)            | 27 oktober 1979 – 11 september 1981  |
|                                    | C. (Cees) Spigt (1938–1986)                       | 11 september 1981 – 14 november 1981 |
|                                    | J.M.M. (Jan) van Berkom (1933)                    | 14 november 1981 – 30 oktober 1982   |
| J. (Jacob) Kohnstamm               | mr. J. (Jacob) Kohnstamm (1949)                   | 30 oktober 1982 – 20 mei 1986        |
|                                    | mr. O. (Olga) Scheltema-de Nie (1939-2023)        | 20 mei 1986 – 1 november 1986        |
|                                    | S.H. (Saskia) de Steenwinkel (1940)               | 1 november 1986 – 29 oktober 1988    |
| M.J.E.M. (Michel) Jager            | mr. M.J.E.M. (Michel) Jager (1944)                | 29 oktober 1988 – 3 november 1990    |
|                                    | M.J.D. (Ries) Jansen (1943)                       | 3 november 1990 – 28 november 1992   |
|                                    | W.I.J.M. (Wim) Vrijhoef (1952)                    | 28 november 1992 – 23 november 1996  |
| Th.A. (Tom) Kok                    | mr. Th.A. (Tom) Kok (1957)                        | 23 november 1996 – 20 november 1999  |
| A.G. (Gerard) Schouw               | dr. A.G. (Gerard) Schouw (1965)                   | 20 november 1999 – 16 november 2002  |
| A. (Alexander) Pechtold            | drs. A. (Alexander) Pechtold (1965)               | 16 november 2002 – 31 maart 2005     |
| J.Th. (Jan) Hoekema                | drs. J.Th. (Jan) Hoekema (1952)                   | 31 maart 2005 – 21 mei 2005          |
|                                    | F.C. (Frank) Dales (1957)                         | 21 mei 2005 – 2 maart 2007           |
| A.G. (Gerard) Schouw               | dr. A.G. (Gerard) Schouw (1965)                   | 2 maart 2007 – 12 mei 2007           |
| I.K. (Ingrid) van Engelshoven      | mr.drs. I.K. (Ingrid) van Engelshoven (1966)      | 12 mei 2007 – 9 maart 2013           |
| F.Q. (Fleur) Gräper                | drs. F.Q. (Fleur) Gräper (1974)                   | 9 maart 2013 – 13 september 2015     |
| A.M. (Letty) Demmers-van der Geest | A.M. (Letty) Demmers-van der Geest (1952)         | 13 september 2015 – 6 oktober 2018   |
| M.J.G. (Anne-Marie) Spierings      | M.J.G. (Anne-Marie) Spierings (1976)              | 6 oktober 2018 – 13 november 2021    |
| V. (Victor) Everhardt              | mr.drs. V. (Victor) Everhardt (1968)              | 13 november 2021 – 13 november 2024  |
| A.C. (Alexandra) van Huffelen      | drs. A.C. (Alexandra) van Huffelen (1968)         | 13 november 2024 – heden             |

CDA · ChristenUnie · D66 · GroenLinks · PPR · PSP · PvdA · PvdD · SGP · VVD